# Les Musées de la civilisation
Les Musées de la civilisation ist ein Museumsverbund in der Stadt Québec. Er umfasst vier staatliche Museen mit historischen und kulturellen Sammlungen sowie ein Konservierungszentrum. Gegründet wurde er 2013 anlässlich des 25-jährigen Jubiläums des Musée de la civilisation, einem der bedeutendsten Museen Kanadas. Mit dem Museumsverbund wurden die angeschlossenen Museen unter eine gemeinsame Leitung gestellt und treten seither einheitlich auf.
Angeschlossen sind folgende Institutionen:
- Musée de la civilisation: Kulturgeschichte Québecs und der Ureinwohner, dazu Wechselausstellungen zu unterschiedlichen Themenbereichen
- Musée de l’Amérique francophone: Präsentation der französischen Kultur Nordamerikas
- Musée de la place Royale: Geschichte der Place Royale (ältester Teil der Stadt)
- Maison historique Chevalier: Wohnkultur des 18. Jahrhunderts
- Centre national de conservation et d’études des collections: Konservierungs- und Studienzentrum

Im Fiskaljahr 2013/14 zählten die vier Museen zusammen 913.313 Besucher.